# 雲岩亭
雲岩亭（韓語：운암정），位於韓國江原道旌善郡古汗邑古汗里山1-139、旌善High-One渡假村湖水公園旁，標榜韓國宮廷料理，是當地著名的餐廳。于2009年開業，餐廳仿照韓國傳統建築而建，古色古香，是專程為2007年電影食客興建的其中一個重要拍攝場地。